# Gouania leratii
Gouania leratii är en brakvedsväxtart som beskrevs av Rudolf Schlechter. Gouania leratii ingår i släktet Gouania och familjen brakvedsväxter. Inga underarter finns listade i Catalogue of Life.